# Abt Antal
Abt Antal (Rézbánya, 1828. november 4. – Kolozsvár, 1902. április 2.) fizikus, egyetemi tanár, a földmágnesesség kutatója.

## Életrajz
Középiskolai tanulmányait Nagyváradon kezdte a premontreieknél, majd Szegeden fejezte be a piaristáknál. 1850 és 1856 között mérnöki tanulmányokat folytatott, majd fizikát tanult a bécsi egyetemen, majd 1860-ig Ungváron tanított. 1860-tól Budán, az egyetem főgimnáziumában tanított. 1870-ben Budapesten doktorált fizikából Jedlik Ányos irányításával. 1871–1872-ben a pesti tudományegyetem kísérleti fizika tanszékén magántanár. 1872-től az újonnan alapított kolozsvári egyetemen a kísérleti fizika első nyilvános, rendes tanára. A szakmai munka mellett háromszor lett a Matematikai és Természettudományi Kar dékánja, sőt, az 1883/84 tanévben ő volt az egyetem rektora. Sírja a Fiumei úti sírkertben található.

## Munkássága
Kutatási területe a földmágnességgel, termoelektromossággal és szikrakisülésekkel kapcsolatos. Legnagyobb érdeme a kolozsvári kísérleti fizikai iskola megteremtése volt. Jól felszerelt laboratóriumot rendezett be, hasznos segédkönyveket fordított le, illetve dolgozott át az egyetemi hallgatók számára.
Cikkei az Annalen der Physikben jelentek meg.

### Cikkei
- A pesti egyetem ásványtárában levő földpátok jegeczsorozatai és az idevonatkozó két jegeczrendszer (Pest, 1873)

### Könyvei
- Kísérleti természettan (Kunzek nyomán, Pest, 1863)
- A föld delejességének meghatározása (Budapest, 1878).

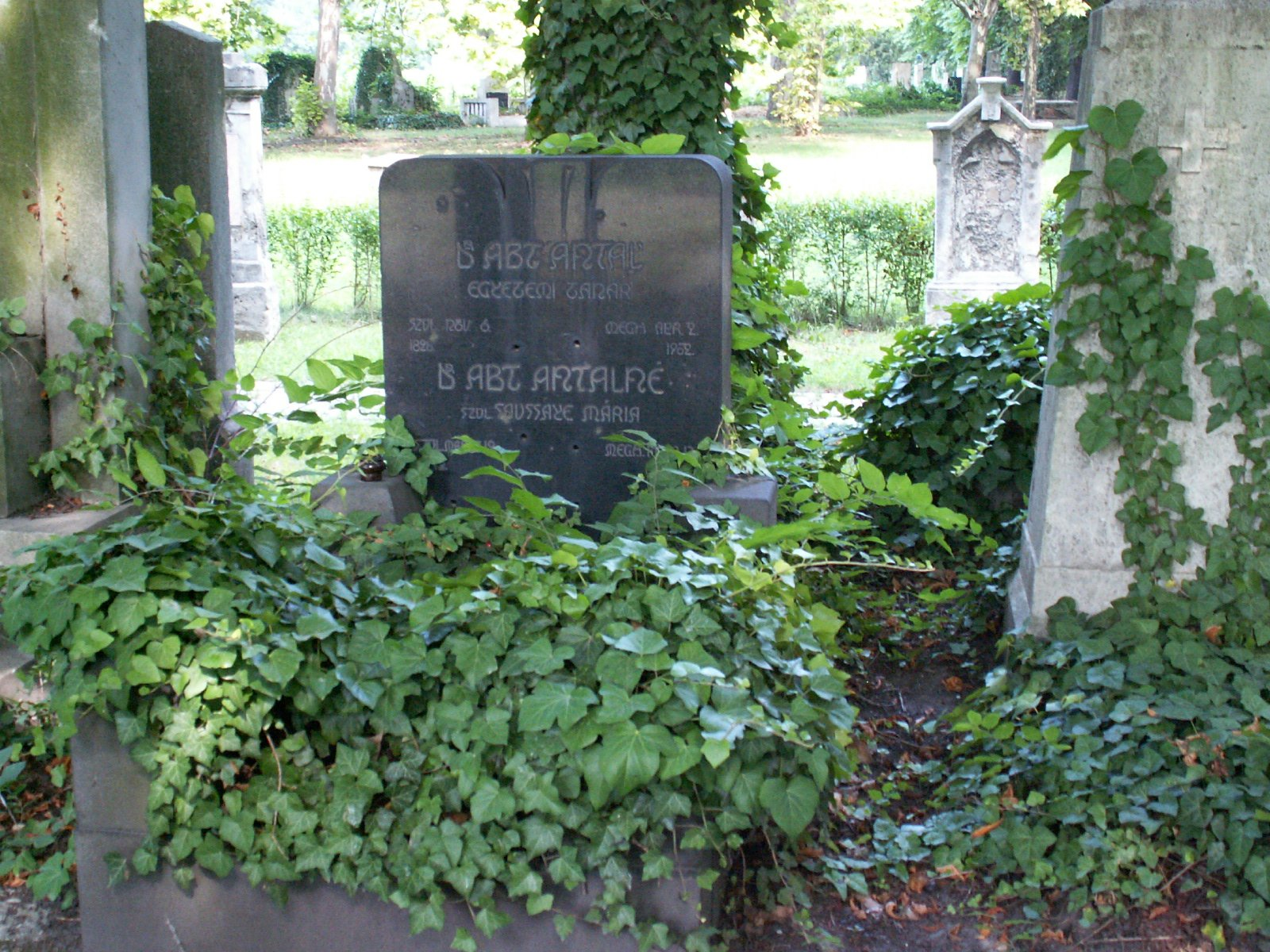
Sírja a Fiumei úti sírkertben 2004-ben